# 万盛西駅
万盛西駅（ばんせいにし-えき）は中華人民共和国北京市通州区に位置する北京地下鉄7号線の駅である。

## 駅構造

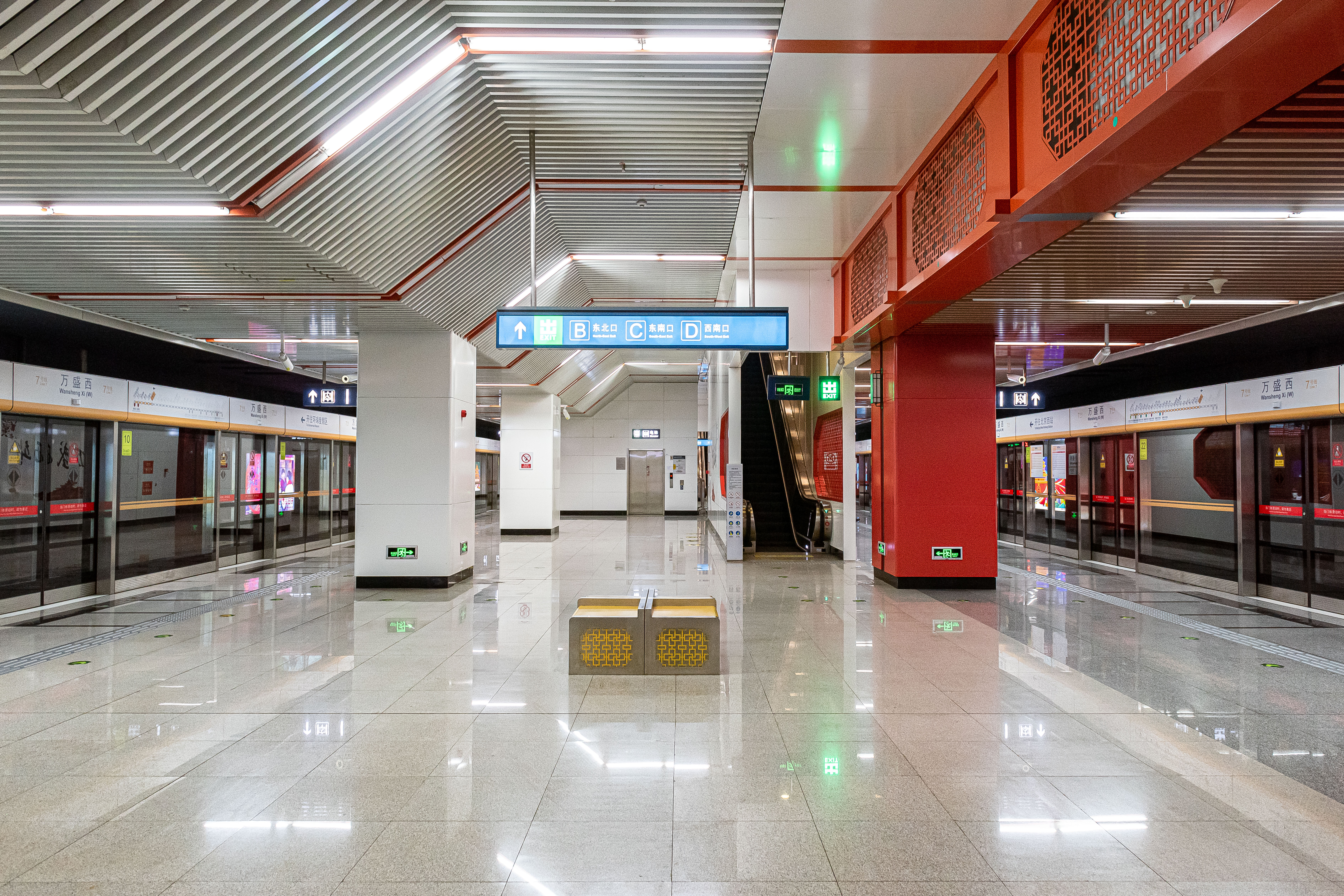
ホーム

島式ホーム1面2線の地下駅である。

## 駅周辺
- 梨園田園広場

## 歴史
- 2019年12月28日 - 開業。

## 隣の駅
北京地下鉄
■7号線
黒荘戸駅 - 万盛西駅 - 万盛東駅
座標: 北緯39度51分44秒 東経116度37分36秒 / 北緯39.862344度 東経116.626618度